# Anton Turcul
Anton Turcul (în rusă Антон Васильевич Туркул; n. 24 decembrie 1892, Tiraspol, Imperiul Rus – d. 14 septembrie 1957, München, RFG) a fost un general de armată al Armatei Imperiale ruse, albgardist, originar din Tiraspol.

## Biografie
S-a născut în 1892 la Tiraspol, în familia lui Vasile Turcul, moldovean, angajat de stat țarist. În 1909 a absolvit gimnaziul „Richelieu” din Odesa, apoi a slujit la catedra civilă. În 1910, a intrat ca voluntar în regimentul 56 de infanterie „Jîtomir” al Alteței Sale Imperiale, Marele Duce Nicolai Nicolaevici, staționat la Tiraspol.
În 1910-1911 a încercat de două ori să intre în școlile militare din Odesa și Tiflis. De ambele ori nu a avut succes. În ianuarie 1913, Turcul a fost trecut în rezervă cu gradul de subofițer.
A început Primul Război Mondial în cadrul brigăzii 75 de infanterie la Sevastopol. A fost decorat de două ori cu Crucea Sfântul Gheorghe și avansat ulterior în grad de ofițer pentru curaj și eroism. La sfârșitul războiului era în post căpitan de stat major. 
Odată cu începerea Războiului Civil Rus, a participat ca ofițer de câmp în timpul marșului de la Iași la Don⁠(fr)[traduceți] sub comanda generalului Mihail Drozdovski.
În anul 1919 a fost comandant al brigăzii 1 și 2 de ofițeri a armatei de voluntari sub comanda generalului Drozdovski. Ulterior, s-a încadrat în armata albă a generalului Vranghel, unde a fost avansat ca general-maior și i s-a transmis în subordine Divizia Drozdovski⁠(fr)[traduceți].

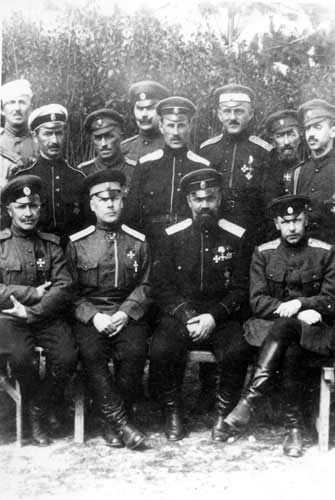
Generali albgardiști în Bulgaria, 1921 (Generalul Turcul e al treilea de la stânga-sus.)

După înfrângerea în război, și retragerea din Crimeea spre Constantinopol a oștirilor sub comanda generalului Vranghel, a fost numit comandant al brigăzii Drozdovski, alcătuită din trupele rămase. Aflându-se în emigrație (Germania, Franța, Bulgaria), în anul 1935 a înființat Uniunea națională a participanților la război, pe care a și condus-o.
În anii celui de-al Doilea Război Mondial a participat la crearea Armatei de eliberare a Rusiei, alipindu-se generalului Vlasov.
A decedat la 20 august 1957 la München. A fost înmormântat la 14 septembrie 1957 la cimitirul rus din Sainte-Geneviève-des-Bois de lângă Paris.
Este autorul cărții de memorii Iavi i bâli (Din cele simțite și trăite), publicată la München, 1948 în redacția literară a lui I. Lucaș.

## Legături externe
- Hrono
- Anton Vasilievici Turcul